# Айнатас (Кизилкіянський сільський округ)
Айната́с (каз. Айнатас) — село у складі Казигуртського району Туркестанської області Казахстану. Входить до складу Кизилкіянського сільського округу.
До 2000 року село називалось Комсомол.
Населення — 2643 особи (2021; 1366 у 2009, 1015 у 1999, 833 у 1989).